# Anne-Sophie de Prusse
Anne-Sophie de Prusse (11 juin 1527 à Königsberg - 6 février 1591 à Lübz) fut duchesse du Mecklembourg après son mariage avec Jean-Albert Ier de Mecklembourg-Schwerin.

## Biographie
Elle est la plus âgée et la seule survivante des enfants que le duc Albert de Brandebourg-Ansbach (1490-1568) eu avec sa première femme, Dorothée de Danemark (1504-1547), fille du roi Frédéric Ier de Danemark. De sa mère, elle reçoit une formation approfondie dans le domaine de la naturopathie et de la gynécologie.
Elle a épousé le 24 février 1555 à Wismar le duc Jean-Albert Ier de Mecklembourg-Schwerin (1525-1576). Elle est utilisée comme cadeau dans le conflit qui oppose son nouvel époux à son père, Ulrich de Mecklembourg-Güstrow. À l'occasion de son mariage, le duc Jean-Albert rénove dans un style renaissance le palais Fürstenhof de Wismar pour que le couple puisse s'y installer.
Jean-Albert Ier et Anne-Sophie eurent trois fils ; elle est décrite comme une mère aimante. Jean-Albert Ier reste un allié loyal à son beau-père dans Saint-Empire romain germanique ainsi qu'en Livonie. Ce dernier, n'ayant pas de fils survivant tentera à plusieurs reprises de faire de son gendre son héritier et successeur pour le duché de Prusse.
Après la mort de Jean-Albert Ier en 1576, Anne-Sophie se retire à Lübz où elle meurt en 1591. Elle est enterrée dans la cathédrale de Schwerin.

## Descendance
Anne-Sophie et son mari eurent trois fils :
- Albert (1556-1561), duc de Mecklembourg
- Jean VII (1558-1592), règne en tant que duc de Mecklembourg-Schwerin de 1576 à 1592 et épouse la duchesse Sophie de Schleswig-Holstein-Gottorp en 1588 (1569-1634)
- Sigismond-Auguste (1560-1600), titré duc de Mecklembourg, marié en 1593 à la duchesse Claire de Poméranie (1574-1623)